# Pyknodysostóza

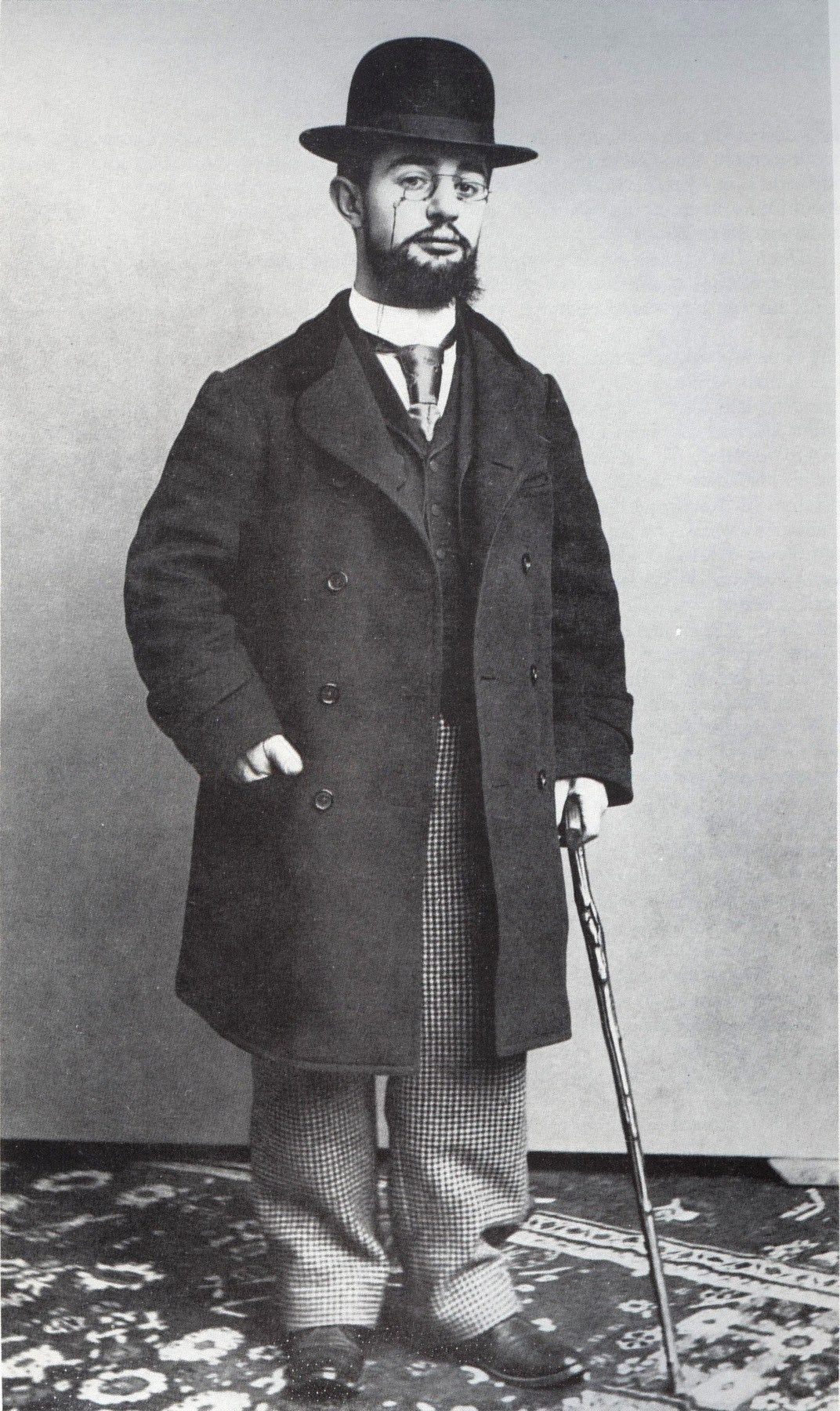
Muž trpící Pyknodysostózou

Pyknodysostóza je vzácné autozomálně recesivní onemocnění (1:1 milionu), charakterizované trpaslictvím s postižením končetin (dysostosis) a generalizovanou osteosklerózou (pycnos – tlustý).
Tímto postižením trpěl například malíř Henri de Toulouse-Lautrec. V klinickém obrazu se kromě dwarfismu projevuje hypoplazie nebo chybění laterální části klíčků, hypoplazie distálních článků prstů s širokými nehty, rozšířená lebka s perzistujícími fontanelami a malá mandibula a prominující nos. V RTG obrazu dominuje generalizovaná osteoskleróza. Častá je porucha segmentace C1 a C2 a spondylolýza v oblasti C2 a LS oblasti. Postižené kosti jsou náchylné k únavovým zlomeninám. Délka života není zkrácena.
Diferenciálně diagnosticky se odlišuje osteopetróza, dysostosiscleidocranialis a progresivní diafyzární dysplazie.
Terapie: K léčbě se používá růstový hormon k urychlení růstu, ortopedická terapie zahrnuje léčení únavových zlomenin. Velmi obtížné je léčení časté chronické osteomyelitidy mandibuly.